# Žlebni jarek
Žlebni jarek je gorski potok v Karavankah in je prvi levi pritok Tržiške Bistrice.